# Filló Pál
Filló Pál (Budapest, 1954. május 19. –) magyar nyomdász, politikus, országgyűlési képviselő.

## Életpályája

### Iskolái
Az általános iskolát Budapesten végezte el. 1972-ben a Ságvári Endre Nyomdaipari Szakmunkásképző Intézetben nyomdász szakmunkásvizsgát tett. 1982-ben érettségizett a VIII.
kerületi Dolgozók Önálló Gimnáziuma esti tagozatán. 1988-ban elvégezte a Marxizmus-Leninizmus Esti Egyetem politikai gazdaságtan szakát.

### Pályafutása
1972–1984 között az Athenaeum Nyomda betűszedője, 1984–1986 között a nyomda korrektor-csoportvezetője volt, 1986–1990 között korrektor-főrevizorként dolgozott, 1991-ben a nyomda szociális csoportvezetője volt, de elbocsátották. 1975–1977 között sorkatonai szolgálatot teljesített. 1991-től a Kossuth Nyomda szociális előadója.

### Politikai pályafutása
1977–1989 között az MSZMP tagja volt. 1985–1990 között, valamint 1991–2010 között országgyűlési képviselő (1985–1990, 1991–1998, 2002–2010: Budapest VII. kerülete, 1998–2002: Budapest) volt. 1987–1990 között az Ügyrendi bizottság elnöke volt, valamint a Jogi, igazságügyi és igazgatási bizottság tagja volt. 1989 óta az MSZP és az országos választmány tagja. 1990-ben országgyűlési képviselőjelölt volt. 1991–2004 között az MSZP Munkástagozatának budapesti, 2004-től országos elnöke. 1992-től a budapesti elnökség tagja. 1992–1994 között a Környezetvédelmi bizottság tagja volt. 1994–1998 között a Foglalkoztatási és munkaügyi bizottság tagja volt. 1994–1998 között a Társadalmi szervezetek költségvetési támogatását előkészítő bizottság elnöke volt. 1996–2004 között a Társadalmi, Egyesületi és Alapítványi Munkát Végzők Civil Szakszervezetének elnöke volt. 1998–2000 között, valamint 2002–2006 között a Mentelmi, összeférhetetlenségi és mandátumvizsgáló bizottság tagja volt. 1998–1999 között, valamint 2006–2008 között a Foglalkoztatási és munkaügyi bizottság tagja, 1999–2002 között elnöke, 2002–2006 között, valamint 2008–2010 között alelnöke volt. 2002–2003 között az MSZP frakcióvezető-helyettese volt. 2006–2008 között az Ifjúsági, szociális és családügyi bizottság tagja volt. 2006 óta Budapest VII. kerülete önkormányzati képviselője.

### Sportpályafutása
15 éven át vízilabdázott a Budapest Honvédban és a Tipográfiában. 

## Családja
Szülei: Filló Tibor (1907–1977) és Sándor Zsuzsanna (1928-?) voltak. 1979-ben házasságot kötött Fekete Tündével. Két gyermekük született: Barbara (1981) és András (1985).